# Amikiri
Amikiri (jap. 網切 lub 網剪 Przecinacz sieci) – stworzenie z mitologii japońskiej. Według opisu, jest krzyżówką ptaka, homara i węża. Wywodzi się z głębin morskich, może jednakże, według tradycyjnych wierzeń, "płynąć" również przez powietrze. Należy do grupy mitycznych stworzeń złośliwie szkodzących ludziom, przypisuje mu się przecinanie sieci - zarówno rybackich, jak i chroniących okna w domach przed komarami. O wycinanie dziur w praniu rozwieszonym do wyschnięcia na dworze również posądzane są amikiri.